# Antonio García y Bellido
Pour les articles homonymes, voir Bellido.
Antonio García y Bellido né le 10 février 1903 à Villanueva de los Infantes (Ciudad Real, Espagne) et mort le 26 septembre 1972 à Madrid est un archéologue et historien d'art espagnol et membre de l'Académie royale d'histoire. Il a fait des recherches sur certains des plus importants sites archéologiques de la péninsule Ibérique.

## Formation
Il étudie la philosophie et les lettres à Madrid, où il a comme professeurs José Ramón Mélida, Manuel Gómez-Moreno, Hugo Obermaier et Elías Tormo. C'est avec ce dernier qu'il effectue sa thèse de doctorat sur les Churriguera (es) et est également le mentor de son admission à l'Académie royale d'histoire.
Sa formation initiale en histoire de l'art s'est faîte par travaux méthodologiques sur l'urbanisme et l'architecture du monde antique, la céramique grecque et la sculpture romaine.
En 1931, il devient professeur d'archéologie classique à l'université de Madrid, et après la guerre civile, il commence deux nouveaux domaines de recherche : la colonisation grecque, phénicienne et punique en Occident, et l'archéologie des peuples préromains du nord de la péninsule. Il participe à des fouilles que Juan Uría Ríu (es) de l'université d'Oviedo, qu'il effectue dans le Castro de Coaña, et qui a permis une série de référence aux peuples préromains de la péninsule ibérique.
En 1933, il participe avec le philosophe Manuel García Morente, à l'expédition, à bord de la Ciudad de Cádiz qui dure quarante-huit jours et qui répertorie les principaux sites archéologiques de la Mer Méditerranée.
Il fonde en 1940, l'Institut espagnol d'archéologie (es), pionnière en Espagne dans ce domaine, avec Augusto Fernández de Avilés (es), qui devient ensuite son collaborateur habituel.
Il meurt le 26 septembre 1972.

## Recherche
Il réalise plus d'une centaine de recherches archéologiques pour le Servicio Nacional de Excavaciones Arqueológicas, dont il est le directeur, en concentrant essentiellement ses travaux dans le nord et le nord-ouest de l'Espagne, avec une attention particulière aux zones des Asturies, de Cantabrie, de Palencia et León, où il étudie les vestiges celtiques et romaines.
Antonio García y Bellido réalise les campagnes archéologiques du château de Pendia (es) et de Coaña en Asturies, de Julióbriga et de Monte Ornedo (es) en Cantabrie, de Pisoraca (es) et de Fuentes Tamáricas en Palencia, de la Legio VII Gemina en León, du château de Fazouro (es) en Lugo, de la plage de la Lanzada en Pontevedra et de Baelo Claudia en Cádiz.
De plus, il effectue des études sur les sites archéologiques de Cordoue, d'Emerita Augusta, d'Ilici, de Segóbriga, de Tarraco et de l'île de Valentia.
Il effectue également des traductions de textes historiques de Strabon et de Pline l'Ancien, et une importante étude sur les guerres cantabres. Il publie plus de quarante livres et quatre cents articles.

## Œuvres principales
- (es) España y los españoles hace 2.000 años, según la Geografía de Strábon, 1945.
- (es) Hispania Graeca, 1948.
- (es) Arte romano, 1955.
- (es) Las religiones orientales en la España romana, 1967.
- (es) Veinticinco estampas de la España Antigua, 1967.